# Plateumaris robusta
Plateumaris robusta är en skalbaggsart som först beskrevs av Schaeffer 1920.  Plateumaris robusta ingår i släktet Plateumaris och familjen bladbaggar. Inga underarter finns listade i Catalogue of Life.